# Салическая династия
Салическая (Франконская) династия (нем. Salier) — династия королей Восточно-Франкского королевства (Германии) и императоров Священной Римской империи. Родовые владения находились в Западной Франконии в районе Вормса и Шпайера, благодаря чему династию часто называют Франконской.

## История династии

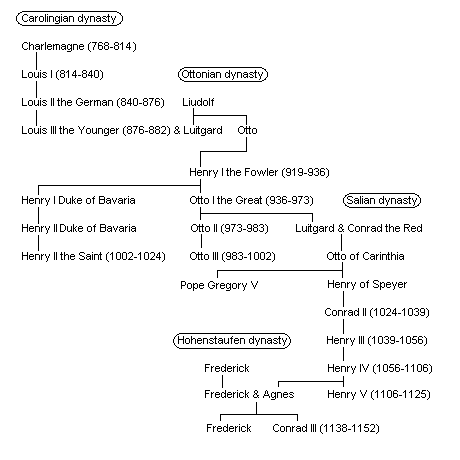
Фамильное дерево Салической династии

Родоначальником династии считается граф Вернер (Варнариус) I (ум. 814), один из сыновей графа Лантберта, родоначальника франкского рода Гвидонидов. В 802—806 годах он был префектом Востока (нем. Ostlandes). После смерти Карла Великого он был убит в Ахене в 814 году.
Сын Вернера I, Вернер II (ум. после 837) женился на Оде, дочери графа Вормсгау Роберта III, сестре знаменитого Роберта Сильного. Вероятно благодаря этому браку Вернер II унаследовал Вормсгау.
Своим возвышением род обязан внуку Вернера II, Вернеру IV (ум. 917/919), графу Вормсгау и Шпеергау, который сблизился с герцогом Франконии Конрадом I Старым и женился на его дочери. Позже он поддерживал избранного королём Восточно-Франкского королевства брата жены, Конрада I.
Внук Вернера IV, Конрад Рыжий (ум. 955) женился на Лиутгарде, дочери короля (позже императора) Оттона I, который назначил в 944 году Конрада герцогом Лотарингии.
Конрад довольно быстро привел к подчинению лотарингскую знать. Он подавил мятеж племянников прежнего герцога Гизельберта, которые, опираясь на свой замок в Монсе боролись за наследство своего рода. Однако скоро Конрад поссорился с королём и в 953 году принял участие в заговоре Лудольфа, старшего сына Оттона I. Против Конрада выступила недовольная им лотарингская знать, возглавляемая одним из племянников Гизельберта, графом Геннегау (Эно) Ренье III. В результате Конрад был разбит на берегах Мааса и вынужден был бежать.
В следующем году Конрад навел на Лотарингию венгров, опустошивших Газбенгау, Намюр и Геннегау. Король Оттон I не стал дожидаться конца восстания, назначив в 953 году нового герцога. Новый герцог, Бруно, брат Оттона I, смог разбить Конрада, умершего в 955 году.
Единственный сын Конрада, Оттон I (948—1004) в момент смерти отца был ещё ребёнком. Он унаследовал франконские владения отца, а в 978 году после поражения каринтийского герцога Генриха I Младшего в Войне трёх Генрихов был сделан своим дядей, императором Оттоном II герцогом Каринтии. После примирения Генриха Младшего с императором в 985 году ему была возвращена Каринтия. Оттон I сохранил титул герцога (герцог Вормсский) и маркграфство Верона в северо-восточной Италии.
В 1002 году кандидатура Оттона Вормсского была выставлена на выборах короля Германии. Однако он отказался от участия, за что от нового короля Генриха II получил обратно Каринтийское герцогство.
От Юдит, внучки герцога Баварии Арнульфа, Оттон оставил четырёх сыновей. Из них двое избрали духовную карьеру, причём второй сын, Бруно (ум. 999), под именем Григорий V стал папой римским, а четвёртый, Вильгельм (ум. 1046/1047) — епископом Страсбурга.
Третий сын, Конрад I (ум. 1011) унаследовал Каринтию, поскольку его старшие братья к тому времени уже умерли. В момент его смерти оба сына были малолетними, поэтому император передал каринтийское герцогство своему приближенному, Адальберо фон Эппельштейну. Младший сын, Бруно (1004—1045) стал епископом Вюрцбурга. Старший же, Конрад II (1002—1039) сохранил часть Франконских владений деда (Шпейер и Вормс).
После смерти императора Генриха II в 1024 году Конрад безуспешно претендовал на Германскую корону. В 1035 году Конрад смог получить Каринтийское герцогство, однако от герцогства были отделены верхнеитальянские города (Верона, Удине) и Карантанская марка (современная Штирия). Конрад умер в 1039 году бездетным, после чего каринтийская ветвь рода угасла.
Старший сын герцога Оттона I, Генрих Шпейерский (970—995) умер при жизни отца, оставив малолетнего сына, Конрада (990—1039). После смерти императора Генриха II в 1024 году он был избран германским королём, основав императорскую династию, правившую в Священной Римской империи до смерти императора Генриха V в 1125 году, когда род угас.

## Известные представители

### Императоры Священной Римской империи
- Конрад II (1024—1039)
- Генрих III Чёрный (1039—1056)
- Генрих IV (1054—1105)
- Генрих V (1106—1125)

### Графы Вормсгау
- Вернер II (ум. после 837)
- Вернер IV (ум.917/919)
- Вернер V (ум. ок. 935)

### Герцоги Лотарингии
- Конрад I Рыжий (ум.955)

### Герцоги Каринтии
- Оттон I (948—1004)
- Конрад I (ум.1011)
- Конрад II (1002—1039)

### Папы Римские
- Григорий V (ум.999)

### Епископы Страсбурга
- Вильгельм (ум.1046/1047)

### Епископы Вюрцбурга
- Бруно (1004—1045)